# سوسمار زوتپانسبرگ
سوسمار زوتپانسبرگ (نام علمی: Smaug depressus) نام یک گونه از تیره مارمولک‌های کمربنددار است.